# Apstar 6E
O Apstar 6E é um satélite de comunicação geoestacionário chinês que foi construído pela Academia Chinesa de Tecnologia Espacial (CAST). Ele está localizado na posição orbital de 134 graus de longitude leste e é operado pela APT Satellite Holdings Limited. O satélite foi baseado na plataforma DFH-3E Bus e sua expectativa de vida útil é de 15 anos.

## História
A APT Satellite assinou, em novembro de 2020, um contrato com a Corporação Industrial Grande Muralha da China de Pequim para a construção e lançamento do satélite Apstar 6E, quem tem propulsão totalmente elétrica.

## Lançamento
O satélite foi lançado com sucesso ao espaço em 12 de janeiro de 2023, por meio de um veículo Longa Marcha 2C a partir do Centro Espacial de Xichang, na China. Ele tinha uma massa de lançamento de 1.800 kg.

## Capacidade e cobertura
O Apstar 6E está equipado com vinte e cinco feixes de usuário de banda Ku e três feixes de gateway de banda Ka a bordo com uma capacidade de carga útil de 30 Gbps. Com foco no mercado de carga personalizada no Sudeste Asiático.